# Diogo Correia de Sá
D. Diogo Correia de Sá (7 de Abril de 1669 – 5 de Novembro de 1745), 3.º Visconde de Asseca (27 de setembro de 1678), foi alcaide-mor de São Sebastião do Rio de Janeiro. Foi também senhor de Fanquinhas e de Couto de Pena Boa, e da vila de São Salvador, no Brasil, e Comendador de São Salvador de Alagoa, de São João de Cássia e de São Salvador de Minhotães<.
Combateu na Guerra da Restauração em prol da aclamação de D. João IV, sucedeu o seu irmão mais velho Salvador, que tinha morrido cedo e sem descendência.
Foi sócio na Academia dos Generosos, onde as suas declamações e poesias eram muito apreciadas pelos seus ilustres membros, e um dos mais distintos fundadores da Real Academia de História em 1721.
Deixou escritas algumas obras, que, posteriormente, se publicaram na colecção das Memórias da ilustre academia de poetas. 

## Dados Genealógicos
Filho do 1.º Visconde de Asseca, Dom Martim Correia de Sá e Benevides Velasco e de D. Ângela de Melo.
Casou, a 10 de Abril de 1697, com D. Inês Isabel Virgínia da Hungria de Lancastre (1678-?), filha de  Luís César de Menezes (1653 - 1720), alferes mor de Portugal, alcaide-mor de Alenquer  e D. Mariana de Lancastre (1657-?).
Filhos:
1. Martim Correia de Sá, 4º visconde de Asseca (1698-?). Em 1739 casou com D. Mariana Josefa Joaquina de Lancastre (3.4.1708-), filha de João de Saldanha da Gama, 41º vice-rei da Índia (1674-?) e de Joana Bernarda de Noronha e Lancastre, sem descendência.
2. Luís José Correia de Sá Velasco e Benevides (15 de outubro de 1698-?) casado com Francisca Joana Josefa da Câmara, filha de Lourenço Gonçalves da Câmara Coutinho e de D. Leonor Josefa de Tavora (1710-?)[2]. Ambos pais nomeadamente do Salvador, o 5.º visconde de Asseca.
3. Mariana Teresa de Lancastre (1 de dezembro de 1699-), solteira.
4. Salvador Correia de Sá (1701-?), frade de São Jerónimo, doutor em Teologia e reitor da Universidade de Coimbra[3].
5. José Correia de Sá (16 de julho de 1704) casado com Maria Caetana Juliana Teles de Menezes, filha de Rui Teles de Menezes, com descendência.
6. Ângela Joana de Melo e Lancastre (14 de dezembro de 1706 - ?) casada com D. Miguel Pereira Forjaz Coutinho, com descendência[2].
7. Ana Joaquina de Lancastre (20 de março de 1710 - 13 de abril de 1738) casada com João Pereira da Cunha Ferraz, do conselho de Sua magestade e do seu secretário da Guerra. Sem geração[2].
8. Teresa de Lancastre (1711-?) casada com Francisco de Albuquerque Coelho de Carvalho, alcaide mor de Sines, senhor do Couto de Outi, e das vilas de Santo António de Alcântara e Santa Cruz de Camura no Maranhão e capitão general delas (da Capitania de Cumã). Com descendência[2].
9. Caetano Correia de Sá, capitão de mar e guerra, e governador de Moçambique de 1746 a 1750, casado, sem geração conhecida, com Francisca Pereira de Lacerda[2][4].
10. Sebastião Correia de Sá (1714-?) casado em Guimarães com D. Clara Joana de Aboim de Amorim Pereira Brito, filha herdeira de D. Lourenço de Amorim, com descendência[2].
11. Lourenço Manuel Correia de Sá e Benevides (1716-?), bispo do Porto[5].
12. D. Rosa Maria Viterbo de Lencastre casada com Francisco Filipe de Sousa da Silva Alcoforado, fidalgo da Casa Real; senhor da casa de Vila Pouca em Guimarães; familiar do Santo Ofício[6]